# Конка-да-Дал
Пальярс Жуса (каталонською та офіційною назвою Конка-да-Дал) — іспанський муніципалітет у провінції Леріда, розташований у центрі регіону Пальярс Жуса. До 1995 року він називався Pallars Jussá, назва, яка призвела до плутанини з назвою регіону. Він утворюється шляхом злиття чотирьох старих муніципалітетів: Арамунт, Клавероль, Ортонеда та Серрадель. До нього входять дванадцять міст, одне з яких Соссіс, утворене як децентралізоване муніципальне утворення. Столицею муніципалітету є місто Ель-Пон-де-Клавероль
| Суб'єкти поселеннь  | Жителів (2005) |
| ------------------- | -------------- |
| Арамунт             | 103            |
| Клаверол            | 26             |
| Ерінья              | 29             |
| Хортонеда           | 45             |
| Персонада           | 50             |
| Пон де Клавероль    | 11             |
| Ріверт              | 37             |
| Сан-Марті-де-Каналс | 51             |
| Серраделл           | 16             |
| Соссіс              | 32             |
| Торалла             | 23             |
| Тораллола           | 16             |

## Економіка
Сухе землеробство, тваринництво та сільський туризм.

## Історія
До 1969 року не було загальної історії терміна Палларс Юсса, тому практично всі елементи історії пояснюються в статті, що відповідає кожному старому муніципалітету.
Що стосується сучасної історії, то слід зазначити, що ця муніципальна територія поступово зменшувалася, але досягла найнижчої точки у 2000 році, коли почалося невелике відновлення, яке триває й сьогодні. Цей факт можна перевірити, ознайомившись з доданою демографічною таблицею.

## Демографія
| 1497 f | 1515 f | 1553 f | 1717 | 1787  | 1857  | 1877  | 1887  | 1900  | 1910  |
| ------ | ------ | ------ | ---- | ----- | ----- | ----- | ----- | ----- | ----- |
| 81     | 49     | 110    | 883  | 1.304 | 3.116 | 2.710 | 2.833 | 2.014 | 2.141 |

| 1920  | 1930  | 1940  | 1950  | 1960  | 1970 | 1981 | 1990 | 1992 | 1994 |
| ----- | ----- | ----- | ----- | ----- | ---- | ---- | ---- | ---- | ---- |
| 2.080 | 1.789 | 1.502 | 1.289 | 1.160 | 845  | 498  | 487  | 469  | 470  |

| 1996 | 1998 | 2000 | 2002 | 2004 | 2006 | 2008 | 2010 | 2012 | 2014 |
| ---- | ---- | ---- | ---- | ---- | ---- | ---- | ---- | ---- | ---- |
| 437  | 421  | 419  | 425  | 437  | 428  | 418  | -    | -    | -    |